# Дурная кровь (телесериал, 2017)
«Дурная кровь» (англ. Bad Blood) — канадский телесериал, созданный Саймоном Барри (Simon Barri), основанный на реальных событиях происходивших в Монреале (Канада), связанных с деятельностью и арестом крупного мафиози Вито Риззуто (итал. Vito Rizzuto). Премьера телесериала состоялась на телеканале Сити (City) 21 сентября 2017 года. Сериал снят в жанре криминальной драмы и основан на книге итальянского писателя, международного эксперта по вопросам организованной преступности, в частности такой организации как «Ндрангета», Антонио Никасо, в соавторстве с Питером Эдвардсом (Peter Edwards), «Бизнес или кровь: Последняя война босса мафии Вито Риззуто».

Место съемок: Монреаль, Квебек, Грейтер-Садбери, провинция Онтарио, Канада.

## Сюжет
История самого крупного и влиятельного итальянского мафиози в Канаде, история о преданности, обмане, жадности, власти и мести. Вито Риззуто — босс мафии в Монреале, обладающий крупной криминальной сетью и влиятельными связями в государственных структурах и полиции. Он печется не только об интересах своего бизнеса, но и о судьбе города. Вито Риззуто удается наладить взаимодействие между разными криминальным группировками Монреаля и возглавить этот синдикат, так, чтобы в городе был порядок и каждый занимался бизнесом, получая свою прибыль. Но, однажды, Риззуто внезапно арестовывают за убийство трех членов криминальной семьи Бонанно, совершенное в 1981 году и отправляют тюрьму Супермакса в Колорадо. Мощная империя, которую он построил, начинает рушиться, но самым большим ударом для Вито становится убийство его сына Энрико и отца Николо Риззуто. После его освобождения из тюрьмы в 2012 году, Вито Риззуто становится на путь мести, не подозревая, что задумал его самый преданный соратник Деклан.

## В ролях
- Ким Коутс — Деклан Гардинер
- Энтони Лапалья — Вито Риззуто
- Пол Сорвино — Николо Риззуто ст.
- Энрико Колантони — Бруно Бонсиньори
- Максим Рой — Мишель
- Тони Наппо — Джио
- Бретт Донахью — Энрико мл.
- Анжела Ашер — Рената
- Клот Александер — Папа Джо
- Валери Бухаджар — Лоредана
- Клаудия Ферри — Франсе Шарбонно
- Амбер Голдфарб — Ракель
- Джейсон Марторино — Пол
- Романо Орцари — Тото Бьянки
- Мишель Майлетт — Софи

## Эпизоды 1-го сезона
1. «Старые шрамы» (англ. "Scar Tissue")

В начале 2000-х годов Вито Риззуто находится на пике своего влияния и силы. Пока он держит мэрию и полицию в кармане, ему удается поддерживать мир между семьей Риззуто, байкерами, ирландцами, гаитянами и другими монреальскими бандами, несмотря на неудачную попытку покушения на Вито, о которой «позаботится» его правая рука, Деклан Гардинер. Вскорости, Вито арестован в Монреале по ордеру об экстрадиции США за то, что он был одним из четырёх боевиков в 1981 году, совершивших убийство трех капо, Филиппа Джакконе, Доминика Тринкера и Альфонса Инделикато в Бруклине, Нью-Йорк, после того, как его имя было указано свидетелем. Вито попадает в тюрьму строгого режима в Колорадо, а налаженные дела между бандами Монреаля начинают разваливаться. В доме Риззуто, Николо Риззуто, Деклан и члены семьи организовывают встречу, чтобы решить, кто будет главным, пока Вито находится в тюрьме. Нико мл. выражает свое настойчивое желание взять на себя роль отца, во многом возражая семье.
2. «Миротворец» (англ. "Pacifier")

Пока Вито находится в тюрьме, Деклан продолжает контролировать дела. Однако, Нико провозглашает себя боссом семьи. Приказав убрать двух гангстеров за то, что они не серьезно относятся к его власти, он запускает цепную реакцию кровавых инцидентов между бандами Монреаля. Затем Нико встречается с партнером, чтобы договориться о комиссионных в строительстве, но когда Нико заявляет, что хочет получить больший процент, чем ранее согласованный с Вито, партнер отказывается от сделки. В ответ Нико взрывает его машину. Тем временем, Деклан встречается с Вито в тюрьме, где Вито ясно указывает, что его главным приоритетом является безопасность его сына, Нико, и семьи. В доме Риззуто возникает скандал между Нико и Декланом, из-за того, что Нико не согласовывал с семьей свои действия. Нико напоминает Деклану о его фамилии, прямо заявив, что он не является членом семьи. Деклан берет ситуацию в свои руки и улаживает сделку с партнером по строительству. Вернувшись в дом Риззуто, у него снова возникает спор с Нико, который психует и уезжает без своих телохранителей. Деклан выезжает за ним, но находится слишком далеко позади, когда на перекрестке машина Нико была обстреляна из проехавшего мимо авто. Нико доставлен в больницу и остается жив. Деклан снова встречается с Вито в тюрьме, где Вито напоминает ему о важности семьи и его сына.
3. «Пан или пропал» (англ. "Feast or Famine")

Вито целыми днями размышляет о своей жизни за пределами тюрьмы. Однажды, во время обеда, в столовой его избивает группа заключенных, что заставляет Деклана усилить защиту Вито при помощи Марлона, одного из заключенных. Тем временем в Монреале, семья проводит совет с Нико и Декланом, где принимается решение, что Нико должен вернуться к своей «обычной жизни» в сфере недвижимости. Восемь лет назад Деклан был задержан полицией во время встречи с байкерами и погрузкой наркотиков в фургон. Деклан был приговорен к 15 годам заключения, но не выдал семью. Вито приложил все свои усилия и возможности, чтобы вытащить Деклана из тюрьмы. Через четыре года он был освобожден и стал частью семьи. Сейчас под руководством Деклана все дела с бандами Монреаля идут гладко. После очередной встречи с Вито в тюрьме Деклан начинает готовить план его досрочного освобождения. Деклан просит Нико позвонить отцу и изобразить заботливого сына, который настоятельно рекомендует отцу сходить к врачу из-за его «плохого кашля». Джио встречается с тюремным доктором, показывает ему фотографии его семьи, намекая на потенциальную угрозу, после чего медицинские документы Вито были подделаны, чтобы подтвердить что у него рак. В новостях сообщают что Верховный суд Квебека создает комиссию по борьбе с коррупцией в строительной отрасли Монреаля, которая является одной и из многих источников дохода семьи Риззуто. Хотя Нико мл. отошел от участия в делах семьи, в конце 2009 года его застрелили, когда он вышел на прогулку с собакой. Семья опустошена этими новостями и обсуждает возможных убийц. Вито узнает о смерти сына, он разбит, но ему не разрешают съездить на похороны.
4. «Дом там, где лежит пистолет» (англ. "Home is Where the Gun is")

После того, как семья закончила процесс похорон Нико мл., в своем доме, одним снайперским выстрелом через стекло, был убит Николо Риззуто. Семья предполагает, что нападения были совершены со стороны нынешнего босса клана Бонанно, Села Монтанья, в попытке захватить криминальный мир Монреаля, пока семья Риззуто борется за свою власть. После более пяти лет заключения Вито выходит на свободу в конце 2012 года. Когда Деклан, Джио и Бруно готовятся ко встрече Вито, Бруно сообщает Деклану, что Вито приказал ему не являться, он не хочет его видеть. Бруно и Джио поселяют Вито в местной гостинице в Монреале, где Вито проводит несколько месяцев без каких-либо публичных выступлений перед общественностью и криминальными бандами. Деклан отстраняется от семьи и находится в своем коттедже в восточных поселениях Квебека, куда к нему приезжает Бруно. Во время встречи раздается выстрел снайпера, но он никого не задел. После чего Вито приглашает Деклана к себе в гостиницу и сообщает о том, что кто-то пытается убрать всю семью Риззуто и его в том числе, так как Деклан один из семьи. Деклан возобновляет свою деятельность с семьей. За это время Шарбоно и её команда начинают продвигаться в своем расследовании коррупции в строительстве, когда один человек соглашается давать показания о коррупционных схемах в строительной отрасли Монреаля. Монтанья встречается с некоторыми членами банд, которые сотрудничали с Вито и переманивает их на свою сторону, похваставшись прибылью своей организации. Бруно и Деклан встречаются с Вито в гостиничном номере, где Бруно выражает мнение, что Вито должен появится публично, поскольку семья ослаблена, и что если они «должны вступить в войну», то они могут проиграть. Когда Бруно уходит, Вито выражает свою обеспокоенность по поводу Бруно. Деклан утверждает, что время дипломатии должно быть закончено, и что нужно убрать всех Монтанья и всех кто когда-либо помышлял перейти дорогу Риззуто, Вито кивает в знак согласия. Вскоре, Вито впервые появляется публично в ресторане, на дне рождения Бруно, пригласив прессу, чтобы смело вернуться на сцену. После того, как все расходятся, Деклан, Вито и Джио остаются. Вито начинает говорить о своих сомнениях в Бруно, на что Бруно начинает заверять его, что он на его стороне. Вито бьет Бруно по лицу, сбивает с ног и приказывает Джио покончить с ним. Джио выполняет приказ.
5. «Когда у тебя ничего нет…» (англ. "When You Got Nothin'...")

На границе Квебека и Вермонта, люди Села устраивают засаду на точке передачи наркотиков Риззуто. Деклан и Джио начинают разбираться с людьми, которые перешли дорогу Риззуто, что приводит к росту преступности в Монреале на 250 процентов. Комиссия по борьбе с коррупцией Шарбоне пытается получить записи Королевской канадской конной полиции по организованной преступности за 2006 год, которые должны пересекаться с её расследованием. Человек Вито из КККП говорит, что шеф полиции хочет получить объяснения скачка преступности, и просит Вито прекратить кровопролитие. Вито соглашается и просит его достать информацию о партнере Села, Тото Бьянки, на что получает ответ, что Бьянки получает большую часть своих денег из VIP Sportsbook в букмекерской конторе. Человек из КККП также сообщает Вито, что Шарбоне запросила данные за 2006 год, но она получит отказ. Когда Шаброне отказали в доступе она явилась к офицеру КККП, который сказал ей, что записи находятся под федеральной юрисдикцией, а её комиссия под региональной, задачи подпадают под разные запросы, а поиск среди тысяч часов ленты потребует много времени и ресурсов. Риззуто начинают использовать только проверенных людей, но люди Села продолжают перехватывать их точки. Деклан, Вито и Джио договариваются, что теперь только они будут знать о маршруте. Джио отправляет трех курьеров по маршруту. На трассе фургон внезапно останавливают вооруженные люди, когда они подходят к задней дверце фургона их расстреливают Джио и Деклан, которые всю дорогу прятались в задней части фургона. Деклан допрашивает трех курьеров кто из них предатель, на что они отвечают, что просто ехали по GPS, в итоге Деклан убивает всех троих. Подозревая Джио, так как он был одним из тех, кто знал точку передачи, Деклан стреляет в Джио и бросает его умирать. Вито с Декланом наведываются к Бьянки, где Вито настаивает, чтобы тот прекратил свои связи с Селом. Позже Вито и Деклан встречаются со своим человеком из КККП, который рассказывает Вито о своем диагнозе, рак печени, из-за которого он уходит на пенсию, что означает конец их сотрудничества. Он заверяет Вито, что никогда его не предаст, и просит его благословения, чтобы отойти от дел. Вито дает свое согласие. Деклан говорит Вито, что найти нового высокопоставленного партнера в полиции будет не просто, но это позволит им использовать законные источники дохода и начать новое наследие; Вито утверждает, что его наследие закончено. По дороге домой Деклан рассказывает Вито, что вырос без матери, а отец отказался от детей из-за наркомании. Позже Деклан оказывается в машине у Села, который спрашивает его: «Ты готов стать королем?». Деклан отвечает: «Абсолютно».
6. «Реку не удержать» (англ. "You Can Never Hold Back Spring")

Сел Монтанья со своим телохранителем встречается с Декланом в его загородном коттедже, где Деклан неожиданно убивает их обоих. Тем временем, комиссия Шарбоне начинает расследование контрактов на уборку снега в городе и вызывает на допрос Марка Дежардина. Джин, секретарь Шарбоне, сообщает Деклану о том, что Дежардин будет привлечен к расследованию, чем дает ему время, чтобы встретиться с Дежардином и проинструктировать его, что он должен будет отвечать Шарбоне. Деклан велит ему согласиться с заявлениями и назвать имя Села Монтанья. Вскоре после этого, Шарбоне услышит о смерти Села Монтанья в новостях и поймет, что Дежардину приказали назвать его имя. Вито с Декланом встречаются с Жаком и байкерами. Во время переговоров, снайпер убивает Жака, а Вито назначает нового главного среди байкеров, показав таким образом свою власть. В связи с расследованием Шаброно, мэр Монреаля уходит в отставку. Деклан разыскивает своего отца, который живёт в трейлере в Корнуолле. Он рассказывает ему, что контролирует весь наркотрафик в стране, и он запретил кому-либо продавать наркотики отцу или покупать для него наркотики, он убьет каждого, кто это сделает. Деклан говорит отцу, что сделал это не для того, чтобы тот бросил, а для того, чтобы заставить его страдать, за те страдания, которые он причинил ему, его братьям и сестрам. Один старый знакомый Вито, полицейский из КККП, рассказывает Вито, что найдено шесть трупов на обочине дороги и один выживший, который находится в больнице и очень хочет что-то рассказать Вито. Позже Вито приходит к Деклану и сообщает, что Джио жив, что он не выдавал места передачи наркотиков. Вито подозревает, что Деклан это тот, кто сдавал точки передачи и непосредственно противостоит ему, на что Деклан рассказывает ему всю правду. После смерти Нико мл., Вито отбросил Деклана, как простого наемного служащего несмотря на то, что он всегда был ему предан, отсидел в тюрьме и считался частью семьи. Именно тогда Деклан пошел к Селу, чтобы убрать Вито. Один из людей Села имитировал покушение во время встречи Деклана и Бруно, чтобы Вито вернул Деклана в семью. Расстроенный, Вито возвращается домой и открывает бутылку вина, которую он специально хранил, чтобы выпить со своим сыном на его день рождения. Пока Деклан играет дома на своей гитаре, Вито уже отравлен и мертв. Деклан вспоминает, как Вито говорил, что эту бутылку вина он хранит на день рождения своего сына. На экране появляется фрагмент видео с похорон Вито и текст, который гласит, что официально Вито Риззуто умер 23 декабря 2013 года по естественным причинам, однако есть предположения, что он был отравлен; вскрытие не проводилось. Шесть месяцев спустя, Деклан занимается делами с байкерами в своем загородном коттедже. Кто-то стреляет в окно, но пуля в Деклана не попадает.
Перевод первого сезона телесериала «Дурная кровь» на русский язык подготовлен компанией Viruse Project.

## Второй сезон
6 марта 2018 года компания Rogers Media объявила о выходе на экраны второго сезона осенью 2018 года, в котором будут представлены восемь эпизодов.